# Jean IV de Chalon-Auxerre
Pour les articles homonymes, voir Jean de Chalon et Jean IV.
Jean IV de Chalon-Auxerre, dit le Chevalier Blanc,,, né en 1337 et mort le 27 février 1370, est un comte d'Auxerre et seigneur de Rochefort, issu de la maison de Chalon.

## Biographie

### Origines
Jean naît en 1337,. Il appartient à la tige des comtes d'Auxerre-Tonnerre et seigneurs de Rochefort de la maison de Chalon. Il est ainsi le fils cadet de Jean III de Chalon, comte d'Auxerre (1361-1371) et de Tonnerre (1361/62—1379), et de Marie Crespin du Bec,,.
Son frère cadet, Louis, hérite du comté de Tonnerre,,,.
La notice qui lui ai consacré dans le Dictionnaire biographique, généalogique et historique de l'Yonne (1996) indique qu'il est « douteux qu'il soit marié », bien que rapportant une possible union avec Laure de Commercy.

### Comte d'Auxerre
Il hérite en 1363 d'une partie de la seigneurie de Rochefort (Comté).
Son père, devenu sénile, il gouverne le comté d'Auxerre à partir de 1361. Il réorganise l'administration, fait restaurer les remparts.
Il accorde son autorisation pour que la communauté de Chitry fortifie son église.
Il se charge d'une expédition contre des brigands et s'empare du château des Murs (Mérobert) depuis lequel la bande rayonnait. Il poursuit sa chevauchée en direction de Chartres, au cours de laquelle il prend Marcheville-en-Beauce, puis se dirige vers le Berry.
Certains auteurs anciens, repris notamment par Fromageot (1973), affirmaient que la vente du comté en 1271, lui était due. Toutefois, la vente est bien le fait de son père Jean III.

### Participation à la guerre de Cent Ans
Le 10 mars 1359, la cité d'Auxerre est prise par les routiers anglais de Robert Knolles,. Pris dans le château, il est fait prisonnier avec sa mère. La ville, ruinée, a du mal à pouvoir payer la rançon.
En 1364, il combat les troupes navarraises, tout comme son frère,. Son rang lui aurait permis de commander l'armée, selon le chroniqueur Froissart, il semble pourtant laisser sa place à Bertrand du Guesclin. Il aurait déclaré « Seigneurs, grand merci de l’honneur que vous me portez et me voulez faire ; mais quant à présent je n’en veux pas, car je suis encore trop jeune pour me charger d’une si grande affaire et d’un tel honneur »,
Quelques mois plus tard, il participe avec son frère à la bataille d'Auray, où tous deux sont faits prisonniers. Jean est blessé et emprisonné à Cocherel.
Le non paiement de la rançon a de telles conséquences qu'un procès s'ouvre après sa mort contre son frère, Louis.
Il rentre, en 1365, à Auxerre, ruiné. Afin de fuir ses créanciers, il obtient un sauf conduit du roi pour de se réfugier à Paris. Retrouvé, il tue un sergent du Grand Châtelet, puis confondu par le prévôt de Paris, qu'il moleste, il s'enfuit. Il semble tout de même obtenir des lettres de rémissions du Régent. 

### Conflit avec le duc de Bourgogne et mort en prison
Il se rend en Franche-Comté afin de réclamer une part de l'héritage de son grand-père, Jean II de Chalon-Auxerre († 1361/62), cherchant ainsi querelle auprès de son cousin Tristan de Chalon † 1369. Il en profite pour piller la Comté,. Ses actions lui attirent la colère de la comtesse-palatine, Marguerite de Bourgogne et du duc. Moeglin (2023) dans sa notice parle de « faide » contre le duc Philippe II de Bourgogne. 
Sur ordre du roi, il est arrêté et mis en prison au Louvre, en 1367,,. Il est libéré l'année suivante, à la demande du duc de Bourgogne. Toutefois, Jean IV reprend ses exactions et assassine un sergent ducal. De nouveau arrêté, à Conflans, il est enfermé à Lille.
Remis au duc, il est condamné à mort. Il est cependant de nouveau libéré, sa peine est commuée et ses biens confisqués. Refusant sa sentence, il se réfugie dans son château de Rochefort avec une compagnie de routiers. Il ravage les environs de Dole. Il est battu au pont de Belmont, où il est arrêté, puis emprisonné au château fort de Poligny (dit de Grimont/Grémont),,.
Cherchant à s'échapper, il meurt dans sa prison (27 février 1370), à Poligny.
Mort sans descendance, son frère, Louis Ier de Chalon-Tonnerre, hérite de ses biens et titres,, dès 1366, soit la propriété du château de Rochefort, les châteaux d'Arinthod, Boutavant (actuelle commune de Vescles) et Dramelay. Il tente à partir d'un procès de récupérer Auxerre, mais il n'y parvient pas